# Anurophasis monorthonyx
Az Anurophasis monorthonyx a madarak osztályának tyúkalakúak (Galliformes) rendjébe és a fácánfélék (Phasianidae) családjába tartozó Anurophasis nem egyetlen faja.

## Rendszerezése
A fajt Eduard Daniel van Oort holland ornitológus írta le 1910-ben.

## Előfordulása
Új-Guinea szigetének nyugati, Indonéziához tartozó felén él. A természetes élőhelye az alpesi gyepek és cserjések. Állandó nem vonuló faj.

## Megjelenése
Testhossza 25-28 centiméter, testtömege 400 gramm.

## Életmódja
Virágokkal, levelekkel, magvakkal, lombokkal és hernyókkal táplálkozik.

## Külső hivatkozások
- Képek az interneten a fajról
- Internet Bird Collection
- Xeno-canto.org - a faj hangja és elterjedési területe